# Seconde bataille de Syrte
Pour les articles homonymes, voir Bataille de Syrte.
Seconde Guerre mondiale
Batailles
1940
- Vado
- Siège de Malte
- Club Run
- Convoi Espero
- Mers el-Kébir
- Punta Stilo
- Cap Spada
- Hurry
- Cap Passero
- MB.8
- Tarente
- Détroit d'Otrante
- White
- Cap Teulada

1941
- Excess
- Convoi AN 14
- Grog
- Abstention
- Baie de La Sude
- Cap Matapan
- Îles Kerkennah
- Crète
- Galite
- Substance
- Halberd
- Convoi Duisburg
- Cap Bon
- Syrte (1941)
- Rade d'Alexandrie

1942
- Syrte (1942)
- Calendar
- Bowery
- Albumen
- Harpoon
- Vigorous
- Pedestal
- Agreement
- Torch
- Stoneage
- Sabordage de la flotte française à Toulon
- Portcullis
- Banc de Skerki
- Olterra (navire auxiliaire)
- Raid sur Alger

1943
- Zouara
- Convoi de Cigno
- Convoi de Campobasso
- Corkscrew
- Husky
- Gela
- Scylla
- Pietracorbara
- Dodécanèse
  - Rhodes
  - Leros
  - Kos
- Convoi KMF-25A

1944
- Ist
- Raid sur Santorin
- Raid sur Symi
- Port-Cros
- La Ciotat
- Île de Pag

1945
Mer Ligure
- Convois alliés
  - convois de Malte
- Campagne des U-boote
- Campagne adriatique

La seconde bataille de Syrte est une bataille navale de la Seconde Guerre mondiale qui voit s'affronter la Regia Marina et la Royal Navy. Elle a lieu le 22 mars 1942 dans la mer Méditerranée, au nord du golfe de Syrte et au sud-est de Malte. Les Britanniques voulaient alors ravitailler Malte et les Italiens lancèrent contre le convoi leurs unités les plus puissantes. Le convoi était composé de quatre navires marchands escortés par quatre croiseurs légers, un croiseur antiaérien et 17 destroyers. La force italienne se composait d'un cuirassé, de deux croiseurs lourds, d'un croiseur léger et de huit destroyers. L'issue favorable alliée ne fut toutefois que limitée car les retards provoqués par l'attaque italienne permirent à l'aviation de l'Axe de couler les 4 bateaux constituant le convoi les jours suivants (23-26 mars).

## Arrière-plan
Durant la Seconde Guerre mondiale, avec la campagne de Méditerranée, le contrôle de Malte représentait un enjeu crucial pour les Alliés puisqu'elle constituait leur seule base entre Gibraltar et Alexandrie. De plus, l'île était située au centre de la Méditerranée, ce qui permettait aux bombardiers britanniques de viser les navires de transports et les convois de l'Axe à destination du front en Afrique du Nord. Mais au printemps 1942, la Regia Marina en parvint à dominer la Méditerranée et l'île fut assiégée, encerclée et soumise à des bombardements intensifs. Malte avait désespérément besoin d'être ravitaillée, mais les risques d'attaques navales et aériennes étaient bien élevés pour tout cargo qui s'aventurait dans ces eaux.

## Plan de défense britannique
L'amiral Sir Philip Vian, commandant du convoi MW-10, organise ses navires en six divisions en plus des cinq destroyers de classe Hunt.
- 1re Division: composée des destroyers Jervis, Kipling, Kelvin et Kingston
- 2e Division: composée des croiseurs légers Dido et Penelope et du destroyer Legion
- 3e Division: composée des destroyers Zulu et Hasty
- 4e Division: composée des croiseurs légers Cleopatra (navire amiral) et Euryalus
- 5e Division: composée des destroyers Sikh, Lively, Hero et Havock
- 6e Division: composée du croiseur antiaérien Carlisle et du destroyer Avon Vale

Selon les plans de l'amiral Sir Philip Vian, les 5 premières divisions doivent affronter les navires ennemis tandis que la sixième division met en place un écran de fumée pour couvrir le convoi. Cette tactique s'appuyait sur la force de dissuasion du HMS Carlisle et des cinq destroyers de classe Hunt. Le but était de retarder l'ennemi et de gagner suffisamment de temps pour que le convoi puisse s'échapper.

## La bataille

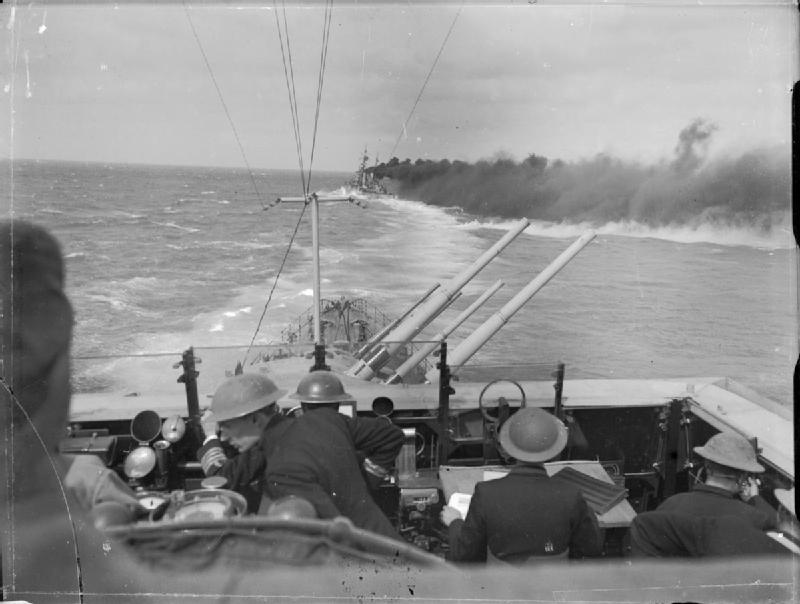
Le croiseur britannique de la classe Dido mettant en place un écran de fumée et l' (au premier plan), passant à l'action.

Le 22 mars à 14 h 30, le convoi britannique ayant quitté Alexandrie deux jours plus tôt se dirige vers Malte, lorsqu'il tombe sur l’escadre italienne provenant de Messine. Elle comprend alors les croiseurs lourds Gorizia et Trento ainsi que quatre destroyers. Les britanniques appliquent immédiatement le plan prévu et se déroutent vers le sud, pendant que les croiseurs légers et les destroyers se maintiennent et émettent un rideau de fumée géant pour protéger les cargos du convoi.
Après un premier échange de tir, les navires italiens se retirent mais essaient d’attirer les navires alliés vers l’escadre du cuirassé Littorio.
À 16 h 37, les navires italiens reviennent avec l’escadre du Littorio en plus, et tentent de briser la ligne de défense britannique. La bataille fait rage pendant deux heures et demie, les navires alliés ne sortent pas de leur écran de fumée sauf pour tirer quelques salves et repousser les navires italiens qui cherchent à les déranger et avant de retourner sous le couvert de la fumée dès que les salves italiennes se font plus précises. Au cours de l'un de ces échanges, le HMS Havock subi de lourds dégâts lors d'un accident de tir sur un navire de guerre italien. Il reçoit immédiatement l'ordre de se replier et de rejoindre le convoi.
À 18 h 34, une attaque britannique à la torpille échoue, mais le destroyer HMS Kingston est touché par les salves du cuirassé italien, le laissant pratiquement hors de combat. Le HMS Lively est également touché par les éclats d'obus du cuirassé italien perçant une cloison et causant des inondations, mais il n'y a pas de victimes.
À 18 h 55, le Littorio est touché par un obus 4.7 (120 mm), provoquant d'importants dommages. Son hydravions prend feu et l'une de ses tourelles explose, la rendant hors-service.
Cinq minutes plus tard, les navires italiens font demi tour, un combat nocturne ayant de grandes chances d’être à leur désavantage puisqu'ils ne sont pas équipés de radars. Ils en ont payé le prix lors de la bataille du cap Matapan.
Après la bataille, l’escorte britannique manque de carburant et doit repartir pour Alexandrie, laissant les cargos continuer avec leur escorte rapprochée vers Malte.

## Dommages de combat
Selon les rapports britanniques, « le Cleopatra a été touché à la partie arrière du pont à 16 h 44 ... », par un obus de 152 mm tiré du croiseur léger Giovanni delle Bande Nere; 16 marins ont été tués. Les croiseurs Euryale et Penelope ont été également endommagés, l'Euryale ayant été touché par le Littorio à 16 h 43 et à 18 h 41. Le Kingston a été immobilisé après une salve du Littorio, reprend de la vitesse pour rejoindre l’île de Malte qu'il atteint le lendemain. 15 membres de son équipage ont été tués dans la bataille. Certaines sources affirment qu'il a été frappé par les canons du croiseur lourd Gorizia. Le Havock a été gravement endommagée à l'une de ses chaudières par le Littorio, à 17 h 20, tuant 8 de ses marins. Le Lively a battu en retraite à 18 h 55, forcé de rejoindre Tobrouk pour des réparations. Deux autres destroyers —Sikh et Legion — ont été légèrement endommagés par le feu des croiseurs.

## Actions post-bataille
La seconde bataille de Syrte démontra que la supériorité matérielle n'apportait pas nécessairement la victoire. Cette victoire fut aussi légère que brève. Le 23 mars, le convoi britannique arrive enfin dans le port de La Valette, mais seuls les cargos Talabot et Pampas arrivent sains et saufs, car malgré la victoire navale de la veille, le cargo SS Clan Campbell (en) est coulé par l'aviation de l'Axe à 20 miles du port, et le pétrolier Breconshire est lui aussi endommagé dans l'attaque, l'empêchant d'atteindre le port. Il sera néanmoins remorqué jusqu'à l'île quelques jours plus tard.
La flotte italienne ayant tenté d'intercepter le convoi britannique la veille n'est pas plus chanceuse, les destroyers Scirocco et Lanciere coulent dans une tempête, seuls 18 marins sur 470 seront secourus.
Le 26 mars, une nouvelle attaque aérienne de l'aviation de l'Axe sur l'île de Malte réussit cette fois à couler les 2 cargos restants et le pétrolier britannique, arrivés le 23 dans le port. Seules 5 000 tonnes de marchandises ont été débarquées des navires, alors que 26 000 tonnes avaient été chargées à Alexandrie.

## Ordre de bataille

### Italie
- Amiral Angelo Iachino
  - 1 cuirassé: Littorio
  - 6 destroyers: Alfredo Oriani, Ascari, Aviere, Geniere, Grecale et Scirocco (coulé par une tempête après la bataille)
- 2e division, Amiral Angelo Parona (en)
  - 2 croiseurs lourds: Gorizia, Trento
  - 1 croiseur léger: Giovanni delle Bande Nere
  - 4 destroyers: Alpino, Bersagliere, Fuciliere et Lanciere (coulé par une tempête après la bataille)
- Sous-marin: Platino

### Royaume-Uni
- Escadron Carlisle :
  - 1 croiseur léger de classe C : Carlisle
  - 5e flottille de destroyers (classe Hunt) de Tobrouk : Southwold (coulé par une mine le 23 mars), Beaufort, Dulverton, Hurworth, Avon Vale, Eridge. Le Heythrop est torpillé le 20 mars par le U-boot U-652
  - 4 cargo ships: SS Clan Campbell, Breconshire, Pampas et Talabot (tous coulés entre le 23 et le 26 mars)
- 15e escadron de croiseurs (Amiral Vian) :
  - 3 croiseurs légers : Dido, Euryalus (légèrement endommagés), Cleopatra (sérieusement endommagé)
  - 14e flottille de destroyers : Jervis, Kipling, Kelvin, Kingston (gravement endommagé)
  - 22e flottille de destroyer : Hasty, Havock (gravement endommagé), Hero, Lively (sérieusement endommagés), Sikh (légèrement endommagé), Zulu (dommages structurels pour causes de manœuvres à grande vitesse)
- Escadron de soutien de Malte :
  - 1 croiseur : Penelope
  - 1 destroyer : Legion (endommagé par une attaque aérienne le 23 mars, coulé par une seconde attaque aérienne le 26 mars)
  - 3 sous-marins : Unbeaten, Upholder et Ultimatum
- Sous-marin basé à Alexandrie :
  - Proteus (classe Parthian)